# メガミ文庫
メガミ文庫（メガミぶんこ）は、学研パブリッシング発行・学研マーケティングが発売していたライトノベル系文庫レーベル。2004年12月創刊。

## 概要
創刊当初は「読んで萌えろ!」をキャッチコピーとしてアニメの小説化作品を中心に刊行して来たが2008年7月31日刊行分より全面リニューアルを実施、オリジナル作品を強化すると共に新人賞・メガミノベル大賞を創設した。このリニューアルに伴い『メガミマガジン』本誌では2008年11月号より情報コーナー「メガミ文庫PARADISE」の連載を開始している。現在のキャッチコピーは「あなたのメガミがここにいる」。
ややマニアックな作風の作品が多く存在し、時おり『ナナヲ・チートイツ』や『成金』のようなライトノベルとはいえないような作品も刊行している。
2004年に創刊した当初の背表紙はソノラマ文庫の末期に類似したデザインで、羽根をあしらったシンボルマークが用いられていたが2008年の新装刊後は萌葱色を基調にしたデザイン の背表紙となり、シンボルマークもアルファベットの「M」をベースにしたものに変更された。さらに、2009年10月に学研が組織改編を行い新会社・学研パブリッシングの発行となったのと同時に2度目の装丁変更が行われ、背表紙の配色をオレンジ色へ変更。シンボルマークもアルファベットの「M」を鳥が羽を拡げた形に見立てた隠し絵のデザインに変更された。

### 構造
2008年7月〜2009年7月刊
- カバー表折り返し - あらすじ
- カバー背 - レーベルロゴ、著者、タイトル、通巻番号
- カバー裏 - イラスト
- カバー裏折り返し - 著者・イラストレーター紹介

2009年10月刊〜
- カバー表折り返し - 著者・イラストレーター紹介
- カバー背 - レーベルロゴ、著者、タイトル、通巻番号
- カバー裏 - イラスト・あらすじ
- カバー裏折り返し - レーベル既刊

※多くのレーベルで見られる著作リストは本レーベルには存在せず、過去の主な著作は著者プロフィール内で紹介されている。

## 休刊
公式アナウンスはないが事実上、休刊している。
紙書籍での最後の刊行は2011年3月（成金）となっている。
電子書籍により2012年8月に完全新作（魔王様げ〜む!3巻）が発売されたため、現状は紙書籍としてのレーベルが休刊という状況である。
ただし電子書籍でもレーベルとして定期刊行が行われているわけではない。
メガミ文庫に関わった複数作家の発言により、紙書籍の発売予定がないことが明らかにされている。

### メガミノベル大賞受賞作家
メガミノベル大賞を受賞および受賞作を刊行した作家の、休刊後の活動について記す。
なお次の理由から、受賞者の中でもメガミ文庫が主な活動基盤の作家は少なかった。
- 受賞作の刊行と休刊時期が重なり、ほとんどの作家は受賞作１巻のみの刊行だった。
- 何人かは他社の小説賞も受賞していた。

第１回受賞
- SOW - 他社で活動
- 三井雷太 - 他社で活動
- 渡島健康 - 2012年8月に電子書籍でのみ『魔王様げ〜む!』3巻発表。
- 三門鉄狼 - 他社で活動
- あだ村むだら - 本人Twitterのプロフィールに「物書きの端くれをしている」との記述あり。詳細不明。
- 三三珂 -

第２回受賞
- 内田俊 - 他社で活動
- 鳥村居子 - 他社で活動
- 久光景 - 本人ブログに「他社で受賞」「別ペンネームで活動している」との記述あり。詳細不明。
- 伊藤ジロー／土田太郎 -